# 杜达尔
杜达尔，是西班牙安达卢西亚自治区格拉纳达省的一个市镇。总面积8平方公里，
2001年普查人口總數為300人，人口密度為每平方公里38人。